# Žihobce

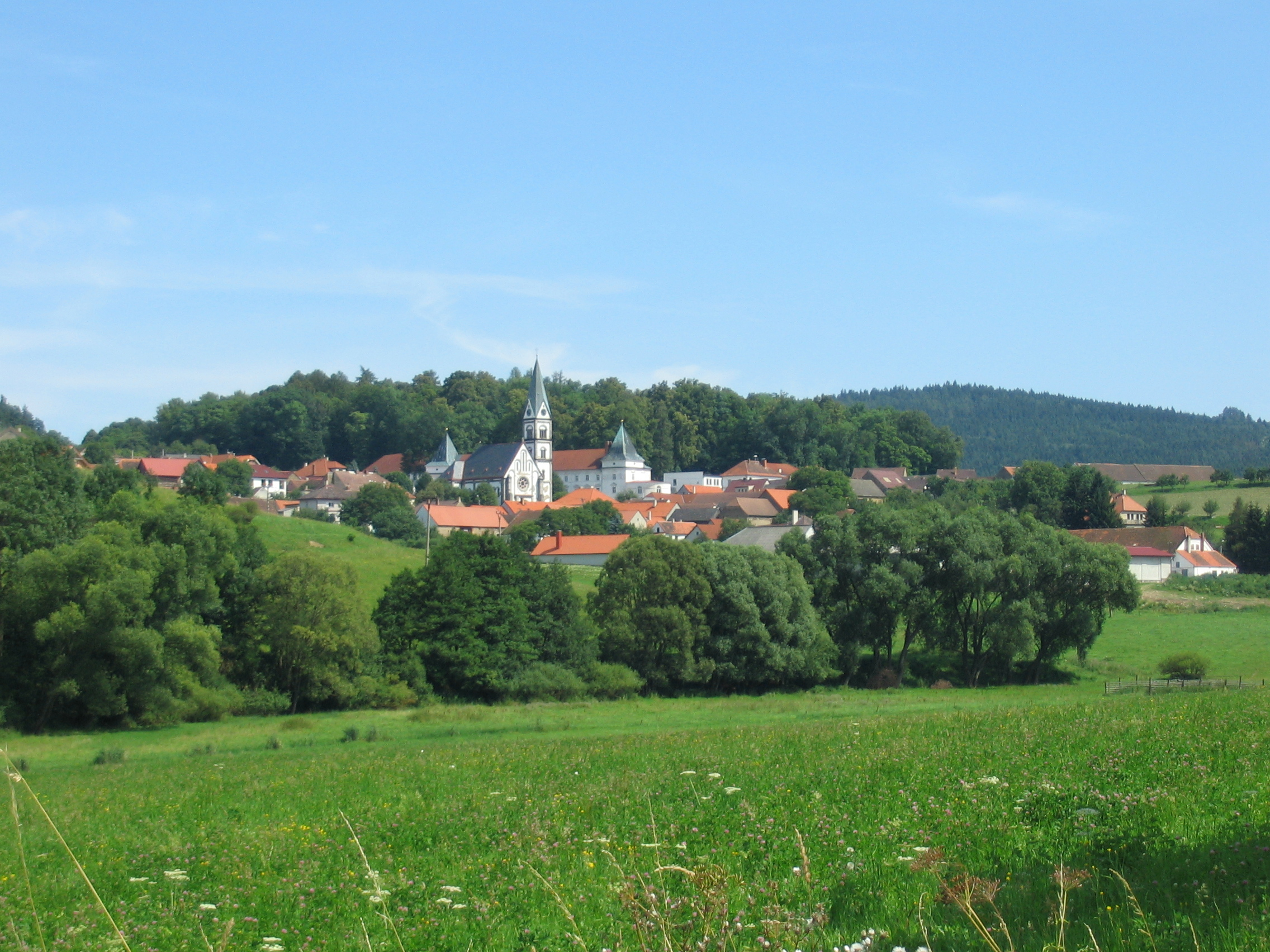
Blick von Westen auf Žihobce

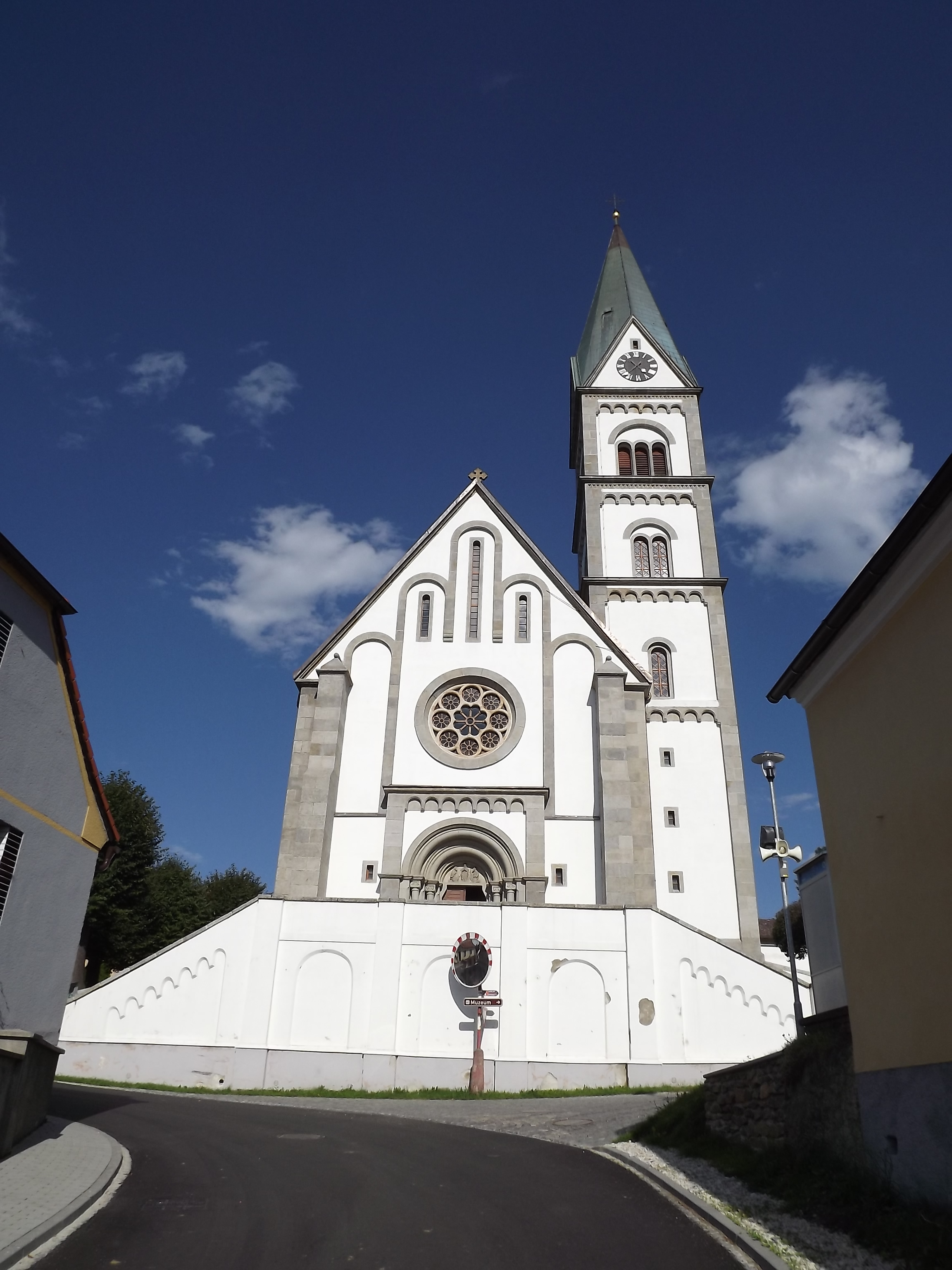
Kirche Verklärung des Herrn

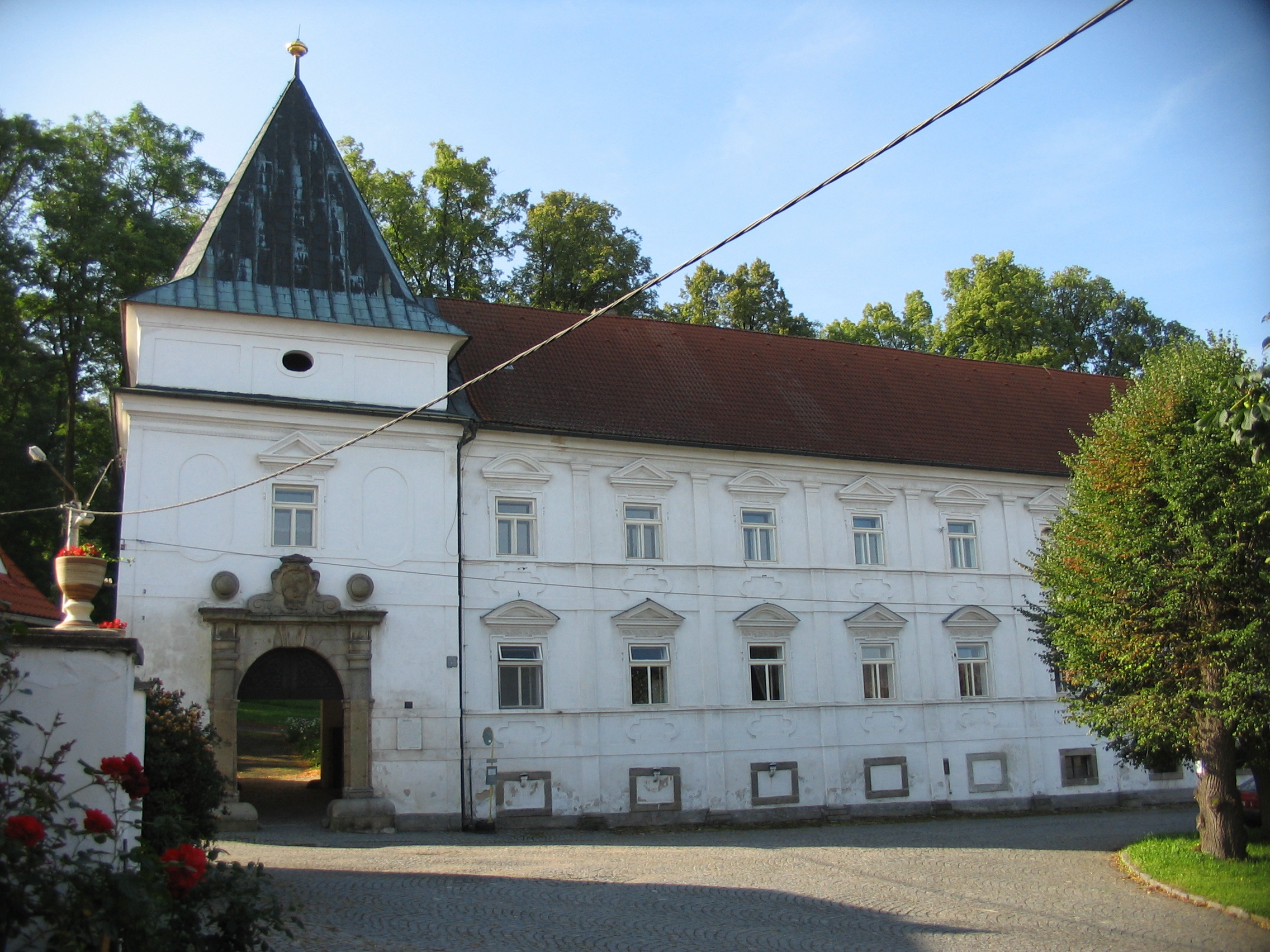
Schloss Žihobce

Žihobce (deutsch Schihobetz) ist eine Gemeinde in Tschechien. Sie liegt neun Kilometer östlich von Sušice und gehört zum Okres Klatovy.

## Geographie
Žihobce befindet sich auf einer Anhöhe rechtsseitig über dem Tal des Baches Žihobecký potok (Nezditzer Bach) in den Šumavské podhůří (Böhmerwaldvorland). Nordöstlich erhebt sich die Pálená hora (697 m), im Osten der Bíreč (617 m), südwestlich der Sedlo (902 m) und der Na Hájích (571 m), im Westen der Háj (570 m) sowie nordwestlich der Vápenný vrch (548 m).
Nachbarorte sind Čímice, Bešetín, Lázna, Podolí und Bílenice im Norden, Domoraz und Damětice im Nordosten, Bukovník und Soběšice im Osten, Damíč, Damíčské Chalupy, V Chaloupkách und Parýzek im Südosten, Nahořánky, Věštín, Strašín, Hamr und Nezdice na Šumavě im Süden, Podskalí, Strádal, Napajedla und Rozsedly im Südwesten, Záplatův Mlýn, Kadešice, Dolejší Mlýn und Pod Hrází im Westen sowie Dražovice im Nordwesten.

## Geschichte
Die erste schriftliche Erwähnung von Sivohybice erfolgte in einer Schenkungsurkunde des Herzogs Břetislav I. über 17 Dörfer des Prachiner Kreises vom 18. Oktober 1045 an das Benediktinerstift Breunau, bei der es sich jedoch um ein Breunauer Falsifikat aus dem 13. Jahrhundert handelt. Die Benediktiner ließen in Nezamyslice ein Tochterkloster errichten, zu dem die Klosterhöfe Nezamyslice und Žichovice, eine vierradige Mühle in Malé Hydčice, die Mühle in Staníkov mit zwei Mühlrädern und zwei weiteren Wasserrädern für die Goldseifen in der Otava sowie weitere Mühlen in Žichovice, Olešovice und Staníkov gehörten. Es ist nicht überliefert, wie lange die Benediktiner das Dorf hielten. Wann und unter welchen Umständen Žihobce an weltliche Besitzer gelangte, ist ebenfalls nicht bekannt. Im Jahre 1356 ist ein Gunther von Žihobec nachweislich, der wahrscheinlich Besitzer des Gutes war. Seit 1384 ist in Žihobce eine Pfarrkirche überliefert. Während der Hussitenkriege kämpfte Smil von Žihobec mit seinen Brüdern gegen die Aufständischen, 1420 fiel das Heer Jan Žižkas in Žihobec ein und verwüstete den Ort. Im Jahre 1458 beteiligte sich Jan von Žihobec, genannt House am Aufstand gegen Georg von Podiebrad, der zuvor gegen dessen Besitzungen den Heimfall verhängt hatte.
Unter dem Befehl von Georgs Sohn Heinrich unternahm schließlich das königliche Heer eine Strafexpedition gegen die aufständischen südböhmischen Adligen, dabei wurden die Feste, die Kirche und das Dorf zerstört. 1461 wurde Žihobec als gänzlich wüst bezeichnet. Die Vladiken von Žihobec hielten das Gut und die Feste Žihobec bis zum Anfang des 16. Jahrhunderts. Anschließend gelangte das Gut an die Herren von Riesenberg. Danach besaß zwischen 1548 und 1556 Jan Šťastný von Říčan das Gut Žihobec, er verkaufte es an die Herren Kotz von Dobrz.
Diese erweiterten das Gut um mehrere umliegende Dörfer. Zu Beginn des 17. Jahrhunderts ließ Christoph Kotz von Dobrz ein neues Renaissanceschloss erbauen. Im Jahre 1617 verkaufte Ludmilla Kotz von Chudenitz das Gut Žihobec an Jaroslav Pinta Bukovanský von Bukovany. Dieser stand während des Ständeaufstandes von 1618 auf Seiten der Aufständischen. Im September 1620 besetzte Baltasar von Marradas das Gut. Nach der Schlacht am Weißen Berg wurde die Herrschaft Žihobec mit der Feste Žihobec, der Brauerei Žihobec, zwei Mühlen, den Meierhöfen Žihobec und Rozsedly sowie den Dörfern Žihobce, Věštín, Rozsedly, Strašín und Anteilen von Kadešice, Šimanov, Ostružno, Nezdice, Ždánov und Maleč 1623 durch Kaiser Ferdinand II. konfisziert und dem kaiserlichen Obristen Martin de Hoeff Huerta übereignet. Die Pfarre Žihobce erlosch nach dem Dreißigjährigen Krieg und wurde der Pfarre Strašín als Filiale zugewiesen. Anschließend wechselten sich vier weitere ehemalige kaiserliche Offiziere, die sämtlich außerhalb Böhmens lebten, als Besitzer ab. Als 1688 Ferdinand Freiherr von Lanau und Iselin († 1700) die Herrschaft Žihobec erwarb, war das lange Zeit unbewohnte Schloss verfallen. Er ließ das Schloss im frühbarocken Stil erneuern und verlegte seinen Sitz nach Žihobec. Seine Witwe Anna Franziska kaufte im Jahre 1700 von Anna Marie verwitwete Pergler von Perglas, geborene Chanowsky von Langendorf noch das kleine Gut Stradal, das nur aus einem Hof und einigen Chaluppen bestand und vereinigte es mit der Herrschaft Žihobec. Im Jahre 1710 kaufte Johann Philipp von Lamberg die Herrschaft Žihobce mit den Dörfern Žihobce, Nezdice, Ostružno, Rozsedly, Věštín, Strašín und Zosum einschließlich des angeschlossenen Gutes Stradal von Anna Franziska von Iselin, die inzwischen in die Krain verzogen war, und schlug sie seiner Herrschaft Žichovice zu. Ihn beerbte sein Neffe Franz Anton von Lamberg, der die vereinigten Güter 1716 zu einem Fideikommiss erhob. Danach folgte 1760 dessen Sohn Johann Friedrich Reichsfürst von Lamberg, der 1797 ohne Nachkommen verstarb. Die Reichsfürsten von Lamberg lebten auf ihren Schlössern in Oberösterreich; ihren Besitz im Vorland des Böhmerwaldes ließen sie vom Schloss Žichovice aus verwalten. Das Schloss Žihobec blieb zunächst unbewohnt und wurde zeitweilig als Getreidespeicher genutzt bzw. an den Generalmajor Anton Sobietitzky von Sobietitz verpachtet.
1777 ließen die ehemals eingepfarrten Dörfer in Žihobce auf eigene Kosten ein Lokalistenhaus errichten, elf Jahre später wurde die Kirche zur Lokalkirche erhoben. Im Jahre 1788 bestand Žihobitz, Žihobicze, Žihobecz bzw. Žihowicze  aus 64 Häusern. Durch das Erlöschen der reichsfürstlichen Linie von Lamberg fielen deren Würde, Güter und Ämter 1804 an Johann Friedrichs Neffen Karl Eugen († 1831) aus der jüngeren Linie der Lamberger, der damit zum Reichsfürsten von Lamberg, Freiherrn von Ortenegg und Ottenstein auf Stöckern und Amerang erhoben wurde. Dieser ließ das Schloss Žihobce als Nebenresidenz wiederherstellen. Sein ältester Sohn Gustav Joachim Fürst von Lamberg († 1862), der wegen seiner Beteiligung am Attentat auf Kronprinz Ferdinand im Jahre 1832 u. a. mit der Grünen Schnur und einem Heiratsverbot bestraft worden war, trat das Erbe 1834 an.
Im Jahre 1838 umfasste das Gut Žihobetz die Dörfer Žihobetz, Rosed (Rozsedly), Straschin, Nestitz, Sosum und Wostružno sowie vier Häuser von Karlowetz (Karlovce), drei Häuser von Maletsch (Maleč), zwei Häuser von Kadeschitz (Kadešice) und ein Haus von Bukownik. Mit Ausnahme des von Deutschen bewohnten Dorfes Sosum waren alle zum Gut gehörigen Ortschaften tschechischsprachig. Das Dorf Žihobetz bzw. Žihobitz bestand aus 78 Häusern mit 592 tschechischsprachigen Einwohnern, darunter zwei jüdische Familien. Unter dem Patronat des Religionsfonds standen die Lokalkirche der Verklärung Christi, das Lokalistenhaus und die Schule. Außerdem gab es ein obrigkeitliches Schloss, einen Meierhof, eine Schäferei, eine Ziegelbrennerei und ein Wirtshaus. Žihobetz war Pfarrort für Beschetin (Bešetín), Dražowitz und Rosed. Bis zur Mitte des 19. Jahrhunderts blieb Žihobetz immer der Fideikommissherrschaft Schichowitz samt den Gütern Raby, Budietitz, Žihobetz und Stradal untertänig. Nach der Aufhebung der Patrimonialherrschaften bildete Žihobec bzw. Žihobce / Žihobetz ab 1850 eine Gemeinde im Gerichtsbezirk Schüttenhofen. Gustav Joachim von Lamberg unterhielt ein unstandesgemäßes Verhältnis mit Kateřina Hrádková, der Tochter seines Čejkover Schaffers, aus dem acht Kinder hervorgingen. Im Jahre 1854 wurde seine Strafe durch eine Amnestie aufgehoben. Am 6. Januar 1855 heiratete Gustav Joachim von Lamberg in Strašín seine Geliebte, der er zuvor schon ohne Wissen der Familie sein österreichisches Gut Lechnerdorf überschrieben hatte. Wegen der unstandesgemäßen Heirat machte ihm die Verwandtschaft den Fürstentitel und den damit verbundenen Besitz streitig.
Ab 1868 gehörte die Gemeinde zum Bezirk Schüttenhofen. Nachdem Josef Friedrich Emil von Lamberg 1878 als Erbe ausgeschlossen worden war, wurde das Erbe schließlich Rudolf Graf Lamberg aus dem ungarischen Familienzweig der Lamberg zugesprochen. Im Zuge der Bodenreform wurden Teile des Gutes Žihobce an die Familie Prchala verkauft. Seit 1924 wird Žihobce als amtlicher tschechischer Name verwendet. Nach dem Tode von Kunibert Lamberg erbten 1929 infolge der nach der Gründung der Tschechoslowakei erfolgten Abschaffung des Fideikommissrechtes dessen Witwe und die drei Töchter den Besitz.
1946 wurde die Familie Lamberg enteignet.
Im Zuge der Aufhebung des Okres Sušice wurde Žihobce 1960 dem Okres Klatovy zugeordnet. 1961 erfolgte die Umgemeindung von Bešetín, das zuvor als Ortsteil zu Dražovice gehört hatte. Zu Beginn des Jahres 1980 wurden Bílenice, Dražovice und Rozsedly (mit Kadešice und Šimanov) eingemeindet. Zwischen 1901 und 1971 gab es im Ort die Theatergruppe Tyl. Die Gemeinde kaufte in den 1930er Jahren den Wintergarten des Schlosses; er wurde in den 1970er Jahren durch das Theater Tyl genutzt. Dražovice löste sich am 24. November 1990 wieder von Žihobce los und bildete eine eigene Gemeinde. Žihobce liegt am Pilgerweg Via Nova.

## Gemeindegliederung
Die Gemeinde Žihobce besteht aus den Ortsteilen Bešetín (Beschetin), Bílenice (Bilenitz), Kadešice (Kadeschitz), Rozsedly (Rosed, 1939–45: Roßsedl), Šimanov (Schimenau) und Žihobce (Schihobetz). Grundsiedlungseinheiten sind Bešetín, Bílenice, Kadešice, Rozsedly, Šimanov, V Chalupách und Žihobce. Zu Žihobce gehören außerdem die Ansiedlung Kakánov und Podskalí (Skaly) sowie die Einschichten Dolejší Mlýn, Hájovna, Hamr (Hammer), Hochův Mlýn (Hochowmühle), Lázna (Lazna), Napajedla, Podolí (Podol), Strádal (Stradal), U Bestlů, U Pily, Záplatův Mlýn (Zablato) und Zavadílka.
Das Gemeindegebiet gliedert sich in die Katastralbezirke Bílenice, Kadešice, Rozsedly, Šimanov na Šumavě und Žihobce.

## Sehenswürdigkeiten
- Die Kirche Verklärung des Herrn in Žihobce ist seit 1384 nachweisbar. Das wertvolle Altarbild stellte den hl. Erasmus dar. In den Jahren 1872–1876 wurde anstelle der alten gotischen Kirche nach Plänen des Baumeisters Jirges aus Tábor ein neoromanischer Kirchenbau mit einem hohen Turm errichtet. Ab 1900 erfolgte die Innenausmalung. Im Jahre 2010 wurde die Sanierung der Kirche abgeschlossen.
- Schloss Žihobce, das zu Beginn des 17. Jahrhunderts von Christoph Kotz von Dobrz errichtete Renaissanceschloss war seit 1620 unbewohnt und verfiel. Im Jahre 1688 ließ Ferdinand von Lanau und Iselin das Schloss im frühbarocken Stil umgestalten und machte es zu seinem Sitz. Von 1710 bis 1946 gehörte das Schloss der Familie von Lamberg, die es jedoch zunächst nicht bewohnte. Eine Zeit lang wurde das Schloss als Getreidespeicher genutzt. Seit dem Ende des 18. Jahrhunderts lebte der k.k. Generalmajor Anton Sobietitzky von Sobietitz († 1805) auf dem Schloss; sein Grab befindet sich auf dem Friedhof von Žihobce. In den 1830er Jahren ließ Karl Eugen von Lamberg das Schloss als Nebensitz wieder herrichten. Sein Sohn Gustav Joachim von Lamberg ließ den Schlosspark und einen Wintergarten anlegen. Heute befinden sich im Schloss die Grundschule, ein touristisches Informationszentrum und das Muzeum Lamberská stezka (Museum Lamberger Steig). Auf einem Hügel im Schlosspark befindet sich der Aussichtspunkt Lamberkovo lože (Lamberger Liege) mit Blick zu den Böhmerwaldgipfeln Javorník, Ždánov und Sedlo.
- Kapelle Mariä Himmelfahrt in Bílenice
- Kapelle der hl. Anna in Kadešice, erbaut 1775
- Kapelle des hl. Johannes in Šimanov